# Hans Jakob Christoffel von Grimmelshausen

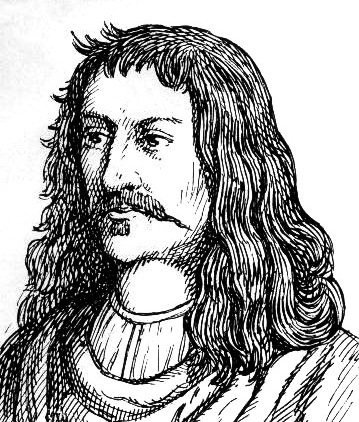
Hans Jakob Christoffel von Grimmelshausen

Hans Jakob Christoffel von Grimmelshausen, född 17 mars 1621 i Gelnhausen, död 17 augusti 1676 i Renchen, var en tysk författare.
Grimmelshausen blev som 10-åring uppsnappad av hessiska soldater, instacks i ledet och deltog som musketör i de kejserliga trupperna under trettioåriga kriget. Efter Westfaliska freden 1648 tillbringade han de närmaste 20 åren med självstudier och resor. Han slog sig 1667 till ro som lantfogde i Renchen och utvecklade här under sina sista år, under växlande pseudonymer, sin författarverksamhet. 
År 1668 framträdde Grimmelshausen med romanen Der Abentheuerliche Simplicissimus Teutsch, som i anslutning till de spanska skälmromanerna, kring hjältens bildningsgång ger en återspegling av de mänskligt och socialt förvirrade förhållandena under och efter trettioåriga kriget, genomandad av en hänsynslös och av grotesk humor. Ur denna roman tog sedan Grimmelshausen enstaka gestalter till särbehandling, såsom i Trutz Simplex (okänt tryckår, omkring 1669). Vid sidan av dessa romaner bedrev Grimmelshausen även författarskap i den lärda och uppblåsta stil som rådde inom den andra schlesiska skolan i Tyskland under andra hälften av 1600-talet.